# Lilla Råbergstjärnen (Los socken, Hälsingland)
Lilla Råbergstjärnen är en sjö i Ljusdals kommun i Hälsingland och ingår i Dalälvens huvudavrinningsområde.